# Italiaanse meerwaardeherdenkingsmunten
Hieronder volgt een lijst van de meerwaardeherdenkingsmunten van Italië.

## € 5-munten
| Afbeelding | Ter gelegenheid van                                       | Oplage | Datum uitgave |
| ---------- | --------------------------------------------------------- | ------ | ------------- |
|            | Wetenschap en handwerk in Europa                          | 62.000 | april 2003    |
|            | Europese monetaire unie                                   | 33.000 | april 2003    |
|            | 100 jaar eerste vertoning van de opera "Madama Butterfly" | 42.000 | januari 2004  |
|            | 50 jaar Italiaanse televisie                              | 55.000 | oktober 2004  |
|            | 18e Wereldkampioenschap voetbal 2006 in Duitsland         | 55.000 | oktober 2004  |
|            | 85e geboortedag van Fellini                               | 47.000 | ??? 2005      |
|            | Olympische winterspelen 2006 in Turijn                    | 35.000 | ??? 2005      |
|            | 100e verjaardag van de Giro d'Italia                      | ???    | ??? 2009      |

## € 10-munten
| Afbeelding | Ter gelegenheid van                   | Oplage | Datum uitgave |
| ---------- | ------------------------------------- | ------ | ------------- |
|            | Internationaal Jaar van de Astronomie | ???    | 2009          |

Herdenkingsmunten van € 2  (lijst)

'04 · '05 · '06 · '07 · '08 · '09 · '10 · '11 · '12 · '13 · '14 · '15 · '16 · '17 · '18 · '19 · '20 · '21 · '22 · '23 · '24 · '25 · '26

Gemeenschappelijke uitgiftes: 50 jaar Verdrag van Rome (2007) · 
10 jaar EMU (2009) · 
10 jaar euro (2012) · 
30 jaar Europese vlag (2015) ·
35 jaar ERASMUS-programma (2022)

Series: Luxemburgse dynastie · 
Duitse 'Bundesländer' · 
Spaanse UNESCO-Werelderfgoedlijst · 
Maltese Constitutionele Geschiedenis · 
Maltese Door kinderen met solidariteit · 
Letse Historische en Culturele Regio's · 
Maltese Prehistorische Tempels ·
Litouwse Etnografische Regio's ·
Franse Countdown naar de Olympische Zomerspelen van 2024 in Parijs ·
Duitse Bundesländer II ·
Maltese Ommuurde Steden
Meerwaardeherdenkingsmunten

België · 
Cyprus · 
Duitsland · 
Finland · 
Frankrijk · 
Griekenland · 
Ierland · 
Italië · 
Luxemburg · 
Malta · 
Nederland · 
Oostenrijk · 
Portugal · 
Slovenië · 
Slowakije · 
Spanje —
Non-EU: Monaco · 
San Marino · 
Vaticaanstad